# Serina 2-deidrogenasi
La serina 2-deidrogenasi è un enzima appartenente alla classe delle ossidoreduttasi, che catalizza la seguente reazione:
L-serina + H2O + NAD+ ⇄ 3-idrossipiruvato + NH3 + NADH + H+